# Campeonato Mundial de Esgrima de 1998
O Campeonato Mundial de Esgrima de 1998 foi a 60ª edição do torneio organizado pela Federação Internacional de Esgrima (FIE) entre 6 de outubro a 11 de outubro de 1998. O evento foi realizado em La Chaux-de-Fonds, Suíça. 

## Resultados
Os resultados foram os seguintes. 
Masculino
| Evento             | Ouro                                                                            | Prata                                                                           | Bronze                                                                                |
| Espada individual  | França · Hugues Obry                                                            | Suécia · Peter Vanky                                                            | Cuba · Carlos Pedroso                                                                 |
| Espada individual  | França · Hugues Obry                                                            | Suécia · Peter Vanky                                                            | Hungria · Attila Fekete                                                               |
| Espada por equipe  | Hungria · Attila Fekete · Géza Imre · Krisztián Kulcsár · Iván Kovács           | França · Hugues Obry · Frantz Philippe · Rémy Delhomme · Éric Srecki            | Rússia · Pavel Kolobkov · Valery Zakharevich · Andrey Kolotilin · Aleksandr Eletskikh |
| Florete individual | Ucrânia · Sergei Golubitsky                                                     | Cuba · Elvis Gregory Gil                                                        | Itália · Salvatore Sanzo                                                              |
| Florete individual | Ucrânia · Sergei Golubitsky                                                     | Cuba · Elvis Gregory Gil                                                        | Polónia · Piotr Kielpikowski                                                          |
| Florete por equipe | Polónia · Piotr Kielpikowski · Slawomir Mocek · Adam Krzesinski                 | França · Patrice Lhotellier · Laurent Bel · Lionel Plumenail                    | Coreia do Sul Kim Yong-Ho You Bong-Hyung Chung Kwang-Suk Kim Seung-Pyo                |
| Sabre individual   | Itália · Luigi Tarantino                                                        | Itália · Raffaello Caserta                                                      | Espanha · Fernando Medina                                                             |
| Sabre individual   | Itália · Luigi Tarantino                                                        | Itália · Raffaello Caserta                                                      | Rússia · Sergey Sharikov                                                              |
| Sabre por equipe   | Hungria · Domonkos Ferjancsik · György Boros · Zsolt Nemcsik · József Navarrete | França · Damien Touya · Jean-Philippe Daurelle · Matthieu Gourdain · Gael Touya | Polónia · Norbert Jaskot · Marcin Sobala · Rafał Sznajder · Dariusz Gilman            |

Feminino
| Evento             | Ouro | Prata                                                                                          | Bronze                                                                               |
| Espada individual  | França · Laura Flessel-Colovic                                                                            | Alemanha · Denise Holzkamp                                                                     | Hungria · Hajnalka Tóth                                                              |
| Espada individual  | França · Laura Flessel-Colovic                                                                            | Alemanha · Denise Holzkamp                                                                     | Hungria · Gyöngyi Szalay                                                             |
| Espada por equipe  | França · Laura Flessel-Colovic · Valérie Barlois-Mevel-Leroux · Sophie Moressée-Pichot · Sangita Tripathi | Cuba · Tamara Estery Almeida · Miraida Garcia Soto · Zuleid Ortiz Puente · Mila Palma Gonzalez | Ucrânia · Eva Vybornova · Viktoria Titova · Alla Mironuk · Anna Garina               |
| Florete individual | Alemanha · Sabine Bau                                                                                     | Rússia · Svetlana Boyko                                                                        | Itália · Valentina Vezzali                                                           |
| Florete individual | Alemanha · Sabine Bau                                                                                     | Rússia · Svetlana Boyko                                                                        | Itália · Giovanna Trillini                                                           |
| Florete por equipe | Itália · Valentina Vezzali · Giovanna Trillini · Annamaria Giacometti · Diana Bianchedi                   | Roménia · Reka Zsofia Lazăr-Szabo · Roxana Scarlat · Laura Badea · Claudia Vanță               | Polónia · Barbara Wolnicka · Sylwia Gruchała · Anna Rybicka · Magdalena Mroczkiewicz |

## Quadro de medalhas
| Ordem | País          | Medalha de ouro | Medalha de prata | Medalha de bronze |    |
| ----- | ------------- | --------------- | ---------------- | ----------------- | -- |
| 1     | França        | 3               | 3                |                   | 6  |
| 2     | Itália        | 2               | 1                | 3                 | 6  |
| 3     | Hungria       | 2               |                  | 3                 | 5  |
| 4     | Alemanha      | 1               | 1                |                   | 2  |
| 5     | Polónia       | 1               |                  | 3                 | 4  |
| 6     | Ucrânia       | 1               |                  | 1                 | 2  |
| 7     | Cuba          |                 | 2                | 1                 | 3  |
| 8     | Rússia        |                 | 1                | 2                 | 3  |
| 9     | Roménia       |                 | 1                |                   | 1  |
|       | Suécia        |                 | 1                |                   | 1  |
| 11    | Coreia do Sul |                 |                  | 1                 | 1  |
|       | Espanha       |                 |                  | 1                 | 1  |
| TOTAL | TOTAL         | 10              | 10               | 15                | 35 |